# Фрианд
Фрианд је мали бадемов колач, популаран у Аустралији и на Новом Зеланду, уско повезан са француским финансијером.
Главни састојци су бадемово брашно, беланца, маслац и шећер у праху. Фрианд обично има додатне ароме попут кокоса, чоколаде, воћа и ораха. Пече се у малим калупима, обично овалног облика. Француски финансијери немају додатне ароме.
На француском friand дословно значи „укусна ствар“, обично се односи на кобасицу, сир, зачинско биље или друго печено у лиснатом тесту. Та реч се обично користи за означавање бадемове торте. 